# Hans-Olaf Henkel

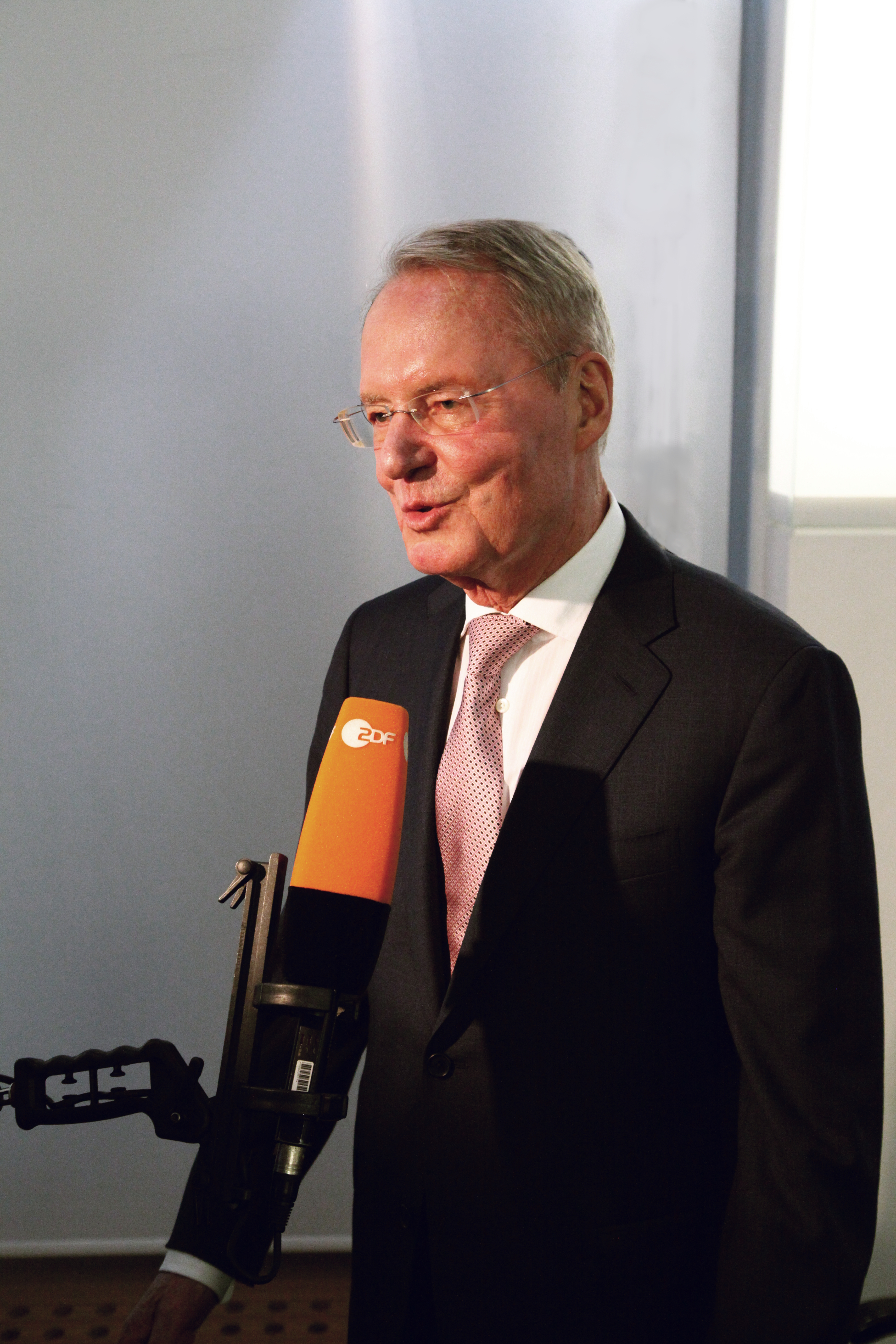
Hans-Olaf Henkel (2014)

Hans-Olaf Henkel (* 14. März 1940 in Hamburg) ist ein deutscher Politiker und Publizist. Er war zuvor unter anderem Manager bei IBM, Präsident des BDI sowie Präsident der Leibniz-Gemeinschaft. Nach Jahrzehnten als politischer Beobachter wurde er bei der Europawahl 2014 für die Alternative für Deutschland (AfD) für eine Wahlperiode in das Europäische Parlament gewählt und war von März 2014 bis April 2015 stellvertretender Bundessprecher der Partei. In Folge der Wahl von Frauke Petry zur neuen Bundessprecherin trat er im Juli 2015 aus der AfD aus und gehörte anschließend der Partei Liberal-Konservative Reformer (LKR) an. Aus Protest gegen die Wahl von Bernd Lucke zum Spitzenkandidaten im Europawahlkampf der LKR zog er sich schließlich im September 2018 komplett aus der aktiven Politik zurück.

## Leben
Henkel wuchs als Halbwaise bei seiner Mutter in Hamburg-Harvestehude und seinen Großeltern im Hamburger Stadtteil Lemsahl-Mellingstedt auf. Sein Vater, der eine Generalvertretung für Papierfabriken führte, war gegen Ende des Zweiten Weltkrieges in Ungarn gefallen. Der in Hamburg populäre Volkssänger Richard Germer (1900–1993) wurde sein Stiefvater.
Henkel besuchte insgesamt acht Schulen. Nach der mittleren Reife absolvierte er bei Kühne + Nagel in Hamburg eine Lehre zum Speditionskaufmann. Über den zweiten Bildungsweg belegte er ab 1960 Kurse in Betriebs- und Volkswirtschaft sowie Soziologie an der damals gewerkschaftsnahen Hamburger Akademie für Gemeinwirtschaft.
Seit 2005 ist er in zweiter Ehe mit der Psychologin und Erziehungswissenschaftlerin Bettina Hannover verheiratet. Er ist Vater von zwei Söhnen und zwei Töchtern.

## Tätigkeit in der Wirtschaft und Wissenschaft
Ab 1962 war er bei IBM Deutschland in verschiedenen Managementfunktionen tätig, 1987 wurde er dort zum Vorsitzenden der Geschäftsführung berufen. 1993 bis 1994 war er Präsident der IBM für Europa, den Mittleren Osten und Afrika. 1995 bis 2000 war er ehrenamtlich Präsident des Bundesverbandes der Deutschen Industrie (BDI).
2001 bis 2005 war Henkel Präsident der Leibniz-Gemeinschaft. Zu seiner Verabschiedung wurde eine neue Schmetterlingsart nach ihm benannt, die „Bracca olafhenkeli“, und der „Hans-Olaf-Henkel-Preis – Preis für Wissenschaftspolitik“ ausgelobt, der bis 2013 in zweijährigem Turnus vergeben wurde.
2006 bis 2013 beriet Henkel die Bank of America als „Senior Advisor“ für den deutschsprachigen Raum, um ihre Marktposition im Investment Banking auszubauen.
Henkel war bis 2013 Mitglied der Aufsichtsräte von Bayer (Leverkusen), Continental AG (Hannover), Daimler Luft- und Raumfahrt AG (München), SMS GmbH (Düsseldorf), Ringier AG (Zofingen/Schweiz) und Heliad Equity Partners (Frankfurt/Zürich). Diese Aufsichtsratsmandate gab er nach eigenen Angaben bei seinem Parteieintritt in die Alternative für Deutschland (AfD) zurück.
Von 2000 bis 2012 lehrte er in Zusammenarbeit mit mittlerweile emeritierten Professor Manfred Perlitz als Honorarprofessor am Lehrstuhl Internationales Management der Universität Mannheim. Thema einer gemeinsamen Vorlesung war „Management in einer globalisierten Welt“.
Henkel hat zahlreiche Gastvorlesungen gehalten, u. a. an der Yale University/Connecticut, der Brown University/Rhode Island, der University of Illinois/Chicago, der Wharton School of Economics/Pennsylvania, der Izmir University of Economics/Türkei, am St. Anthony’s College/University Oxford, an der University of Gothenburg/Schweden, der Technischen Universität Dresden und der Freien Universität Berlin.

## Politisches Engagement

### Einsatz für die Menschenrechte
Henkel ist seit 1996 Mitglied der Menschenrechtsorganisation Amnesty International (AI), der er Honorare für Bücher und Fernsehauftritte spendete. Anlässlich seines 60. Geburtstags spendete er darüber hinaus 150.000 Deutsche Mark an AI mit der Bitte, „den Einsatz für die Rechte der Frauen, vor allem in der islamischen Welt, zu verstärken“. Das in der Allgemeinen Erklärung der Menschenrechte verankerte Menschenrecht auf Arbeit lehnt Henkel ab, weil es ebenso wenig wie „ewiges Leben“ garantierbar sei.
In Kuba setzte sich Henkel für die Verbesserung der Menschenrechtslage und insbesondere die Abschaffung der Todesstrafe ein. Er traf sich hierzu regelmäßig zu Gesprächen mit Fidel Castro. Der Dialog mit Castro brach 2003 ab, als dieser 75 Dissidenten verhaften und drei hinrichten ließ. Henkel protestierte gegen dieses Vorgehen.
Henkel setzt sich für den verfolgten chinesischen Künstler Ai Weiwei ein und initiierte 2011 den „Berliner Appell“, mit dem die Freilassung des damals an unbekanntem Ort inhaftierten Ai gefordert wurde. In diesem Zusammenhang kritisierte Henkel den seiner Ansicht nach zu geringen Einsatz in China tätiger deutscher Unternehmen für Menschenrechte und Demokratie.
Henkel vertritt bei seinem Engagement für Menschenrechte und Demokratie die Überzeugung, dass freier Handel und Marktwirtschaft zur Verbesserung der Menschenrechtslage und der demokratischen Rechte in einem Land führen.

### Parteipolitik
Bei der vorgezogenen Bundestagswahl 2005 hatte er die FDP unterstützt, der er im Dezember 2011 jedoch aufgrund deren „Abkehr vom Prinzip des Liberalismus“ keine Zukunft bescheinigte. Henkel unterstützte zunächst die Bundesvereinigung Freie Wähler, als diese noch gegen den Euro war. Er äußerte sich in seiner Kolumne „Henkel trocken“ im Handelsblatt Online kritisch zur Eurorettungspolitik der Bundesregierung. Zusammen mit Hubert Aiwanger und Stephan Werhahn wollte er die Freien Wähler 2013 in den Bundestag führen.
Im Januar 2014 trat Henkel der AfD und damit erstmals einer politischen Partei bei. In der Folge wurde er auf Platz zwei der Kandidatenliste der AfD zur Europawahl 2014 nominiert und gab der AfD im Europawahlkampf ein Darlehen über eine Million Euro. Zudem wurde er im März auf einem Parteitag zu deren stellvertretendem Sprecher gewählt.
Henkel trat im April 2015 wegen politischer Differenzen aus dem Parteivorstand zurück. Als Grund nannte er „Versuche von Rechtsideologen“, die Partei zu übernehmen. Nach der Wahl von Frauke Petry zur Parteivorsitzenden trat Henkel aus Protest gegen den Richtungswechsel der Partei aus der AfD aus. Er trat daraufhin der von Bernd Lucke neugegründeten Partei Allianz für Fortschritt und Aufbruch (ALFA) bei, die im November 2016 den neuen Namen Liberal-Konservative Reformer (LKR) annahm. Im November 2015 distanzierte sich Henkel drastisch von seiner früheren Partei: „Wir haben ein richtiges Monster erschaffen“. Er sähe die AfD heute „ganz klar auf einem Rechtsrutsch“ und als „eine Art NPD-light, vielleicht sogar identisch mit der NPD“. Ende September 2018 trat Henkel aus der LKR aus.

### Abgeordnetentätigkeit
Henkel war 2014 bis 2019 Mitglied des Europäischen Parlaments. Dort war er stellvertretender Vorsitzender des Ausschusses für Industrie, Forschung und Energie (ITRE) und Mitglied im Unterausschuss Menschenrechte (DROI). Außerdem war er Mitglied der Delegation für die Beziehungen zu Japan (D-JP) und der Delegation für die Beziehungen zur Volksrepublik China (D-CN).

## Publizistik und politische Positionen
Hans-Olaf Henkel vertritt in seinen Schriften und öffentlichen Auftritten wirtschaftsliberale beziehungsweise angebotspolitische Positionen. Er tritt ein für die Globalisierung, die Föderalismusreform, für „weniger Staat im Staat“, gegen „Gleichmacherei“ und für „mehr Wettbewerb“. Bezüglich der Globalisierung verwendet er in Vorträgen häufig das Bild eines „sympathischen Dreiecks“, dessen Seiten für Marktwirtschaft, Demokratie und Menschenrechte stehen. Er ist für die Minimierung des Sozialstaates und für die Senkung von Steuern. Die bisher angestrebte Entwicklung der europäischen Währungsunion sei der Integration Europas nicht dienlich, sondern führe seines Erachtens eher zu einer Art „EUdSSR“.
Er war häufiger Interviewpartner und Gast in politischen Talkshows und Radiointerviews sowie Gründungsmitglied des Konvents für Deutschland (welchen er im Januar 2014 aufgrund seiner Kandidatur zum Europa-Parlament verließ), eines von Großunternehmen, Stiftungen und Privatpersonen gesponserten Vereins, der sich unter der Führung von Alt-Bundespräsident Roman Herzog laut eigenen Angaben für die „Reform der Reformfähigkeit“ Deutschlands einsetzt. Er war regelmäßiger Gastautor beim Handelsblatt (Montags-Kolumne „Henkel Trocken“, wegen AfD-Beitritt eingestellt), dem Focus, der Welt und dem Hamburger Abendblatt. Des Weiteren war er Autor bei Bild und der Jungen Freiheit und verfasste Artikel für eigentümlich frei und die Freie Welt.
Um in einem Fünf-Parteien-System stabile Regierungsverhältnisse erreichen zu können, forderte Henkel 2008 die Einführung des Mehrheitswahlrechts in der Bundesrepublik Deutschland.
Im Oktober 2009 bedankte sich Henkel beim damaligen Vorstandsmitglied der Deutschen Bundesbank Thilo Sarrazin für dessen kontrovers diskutiertes Interview in der Zeitschrift Lettre International in einem offenen Brief. So schrieb Henkel, dass er Sarrazins „Äußerungen ohne jedes Wenn und Aber unterstütze“ und dieser „sich auch in der Ausdrucksweise nicht vergriffen“ habe.
Im November 2010 schlug Henkel in einem Focus-Artikel vor, wegen der Schuldenkrise in verschiedenen europäischen Ländern (erst Griechenland, dann Irland und Spanien) den Euro in zwei Währungen aufzuteilen:
- einen „harten“ Nord-Euro – zu ihm sollten neben Deutschland Länder wie die Benelux-Staaten, Österreich, Finnland und auch Irland gehören – hier würde das „Festhalten an Geldwertstabilität und Haushaltsdisziplin“ gepflegt – sowie
- einen „weichen“ Süd-Euro unter Führung Frankreichs, kongruent zur „Ausgabenfreude und dem währungstechnischen Improvisationstalent“ dieser Länder.

Die Einführung eines eigenen Euro versetze diese Länder in die Lage, Inflation in Kauf zu nehmen, um ihre Ökonomien am Laufen zu halten beziehungsweise anzukurbeln. In dem Beitrag kritisiert Henkel die Bundesregierung und Bundeskanzlerin Merkel:
- Die Einführung des Euro-Rettungsschirmes nennt er eine „Nacht-und-Nebel-Aktion“.
- Henkel wirft ihnen den Bruch von Verträgen und Abmachungen früherer Regierungen sowie massive Gesetzesverstöße vor und bezeichnet dieses Vorgehen als „Putsch“.[29]

In seinem 2010 erschienenen Buch Rettet unser Geld! Deutschland wird ausverkauft – Wie der Euro-Betrug unseren Wohlstand gefährdet – das laut Patrick Bahners „nicht nur im Titel an Thilo Sarrazins Superbestseller aus demselben Jahr anknüpfte“ – erläuterte Henkel den Begriff der „Moralkeule“, die jedem gezeigt werde, „der sich dem Konsens einer steuergetragenen und durch Wahlen bestätigten Elite widersetzt“. Dieses Wort verbinde „das geistige Wesen der Moral mit den Arbeitsmethoden des Folterknechts“. Henkel sprach von „tiefsitzende[n] Ängsten […] im Zusammenhang mit der immerwährenden Hypothek der Nazizeit, die deutsche Politiker immer noch befangen macht und davon abhält, die Interessen ihres Volkes gegenüber dem Ausland so zu vertreten, wie es weltweit üblich ist“.
In einem Interview mit dem Videoblog Sons of Libertas vom April 2014 sprach sich Henkel für „freies Marktgeld“ und einen Währungswettbewerb nach Friedrich August von Hayek als bessere Alternative zu nationalen Währungen aus. Er zweifelte allerdings an der zeitnahen politischen Umsetzbarkeit.
2016 – nach seinem Austritt aus der AfD – schrieb Henkel in seinem Buch Deutschland gehört auf die Couch! zum Thema Flüchtlingspolitik über „vom Helfersyndrom befallene Personen“, deren Antrieb ein „Minderwertigkeitskomplex“ sei. Sie ignorierten jedoch, so Henkel, „die Grenzen des Möglichen“ wie auch die Frage, „ob ihre Hilfe überhaupt erwünscht oder sinnvoll“ sei. Dies treffe „für weite Teile der deutschen Elite zu“.
2015 nannte er die AfD eine „NPD light“.

## Kritik
Anfang Februar 2010 kritisierte der US-Ökonom James K. Galbraith Henkels Äußerung, niemand habe die globale Finanzkrise ab 2007 vorhergesehen. Galbraith warf Henkel Engstirnigkeit und Inkompetenz vor, da mindestens drei ökonomische Schulen vor der Krise gewarnt hätten. Auch widersprach er Henkels These, die Krise sei durch „Gutmenschentum“ amerikanischer Politiker ausgelöst worden. Henkel verfasste daraufhin eine Replik, in der er als Beispiele für seine These, dass verfehltes Gutmenschentum zur US-Immobilienblase und damit zur globalen Finanzkrise geführt habe, die Wohneigentums-Förderungsprogramme unter Bill Clinton und George W. Bush sowie das Verbot des Redlining im Community Reinvestment Act von 1977 unter Jimmy Carter anführt. Letzteres hindere die Banken daran, bei der Beurteilung der jeweiligen Kreditwürdigkeit zwischen Wohnvierteln wohlhabenderer Bewohner und Slums zu unterscheiden.
William K. Black, Professor für Wirtschaft und Recht an der University of Missouri, bezeichnete daraufhin in einem offenen Brief an den damaligen Vorsitzenden der Bank of America Henkel als „rassistischen Bankenberater“ und forderte seine Entlassung. Black führt aus, dass Redlining tatsächlich bereits durch den Civil Rights Act of 1968 verboten wurde. Es sei absurd, anzunehmen, dass dieses Gesetz 30 Jahre später plötzlich eine Finanzkrise ausgelöst habe. Auch sei es „nicht alltäglich, Nostalgisches über die guten alten rassistischen Zeiten zu lesen, in denen Regierungsbehörden und Wirtschaft Hand in Hand daran arbeiteten, die Vergabe von Krediten an Schwarze zu verhindern“. Auch sei Henkel als Präsident des Bundesverbands der Deutschen Industrie mit seinen Politikempfehlungen der Deregulierung zu einem der deutschen Architekten der Finanzkrise geworden. Dem Rassismusvorwurf hat Hans-Olaf Henkel sieben Jahre später widersprochen.
Friederike Haupt kritisierte Henkels Begründung für seinen Rücktritt aus dem Bundesvorstand der AfD in der FAZ, weil die von ihm monierten Zustände ihrer Meinung nach von Anfang an, also auch vor seinem Eintritt, in der AfD grundsätzlich vorhanden gewesen seien und er es deshalb besser hätte wissen müssen.

## Auszeichnungen
- 1991 Verleihung der Karmarsch-Denkmünze der Leibniz Universitätsgesellschaft Hannover e. V.
- 1992 Ehrendoktorwürde der Technischen Universität Dresden
- 1992 Ökomanager des Jahres der Zeitschrift Capital und des WWF Deutschland
- 1992 Innovationspreis der Deutschen Wirtschaft der Zeitschrift Wirtschaftswoche
- 1995 Preisträger des vom Naturschutzbund Deutschland verliehenen Negativpreises „Dinosaurier des Jahres“
- 1998 Orden vom Kreuz des Südens durch den Präsidenten Brasiliens
- 2000 Orden des Heiligen Schatzes, 1. Klasse durch die japanische Regierung[38]
- 2000 „Commandeur“ der französischen Ehrenlegion
- 2001 Cicero-Rednerpreis („Bester Redner Wirtschaft“)
- 2002 lehnte Henkel die Annahme des ihm angedienten Bundesverdienstkreuzes aus Gründen hanseatischer Tradition ab (→Hanseatische Ablehnung)
- 2003 Internationaler Buchpreis Corine für das Buch Die Ethik des Erfolgs
- 2003 Ludwig-Erhard-Preis für Wirtschaftspublizistik
- 2006 Deutscher Mittelstandspreis des markt-intern-Verlages u. a „wegen seines Eintretens gegen die Zwangsmitgliedschaft mittelständischer Unternehmen in den Industrie- und Handelskammern“[39]
- 2007 Auszeichnung mit der Friedrich A. von Hayek-Medaille
- Für seine sonntägliche Jazzsendung auf Berlins Jazzradio 101.9 erhielt Henkel den New York Programming Award.

Von 2007 bis 2013 verlieh die Leibniz-Gemeinschaft alle zwei Jahre den „Hans-Olaf-Henkel-Preis – Preis für Wissenschaftspolitik“, eine Auszeichnung für herausragende Leistungen bei der Förderung der Wissenschaften in Deutschland. Außerdem wurde die Schmetterlingsart Bracca olafhenkeli nach ihm benannt.

## Filmografie
- Frank Furter, Hausener Bub: Deutschland von Innen – Demokratie im Fadenkreuz. Dokumentation, Blu-TV, Deutschland 2014 (mit Bernd Lucke (AfD), Wolfgang Hübner (Freie Wähler Frankfurt), Jan Timke (Bürger in Wut), Hans-Olaf Henkel (AfD), Claus Wolfschlag).

## Schriften (Auswahl)

### Monografien
- Jetzt oder nie. Ein Bündnis für Nachhaltigkeit in der Politik. Siedler, Berlin 2001, ISBN 3-88680-665-0.
- Die Macht der Freiheit. Erinnerungen. Econ, München 2000, ISBN 3-430-15515-0 / Ullstein, München 2002, ISBN 3-548-75077-X / Ullstein, München 2004, ISBN 3-548-84007-8.
- Die Ethik des Erfolgs. Econ, München 2002, ISBN 3-430-14286-5 / Ullstein, München 2004, ISBN 3-430-15515-0.
- Die Kraft des Neubeginns. Deutschland ist machbar. Droemer, München 2004, ISBN 3-426-27349-7 / Knaur, München 2005, ISBN 978-3-426-77836-4.
- Kampf um die Mitte. Mein Bekenntnis zum Bürgertum. Droemer, München 2007, ISBN 978-3-426-27423-1.
- Die Abwracker. Wie Zocker und Politiker unsere Zukunft verspielen. Heyne, München 2009, ISBN 978-3-453-16829-9.
- Rettet unser Geld! Deutschland wird ausverkauft – Wie der Euro-Betrug unseren Wohlstand gefährdet. Heyne, München 2010, ISBN 978-3-453-18284-4.
- Die Euro-Lügner. Unsinnige Rettungspakete, vertuschte Risiken – so werden wir getäuscht. Heyne, München 2013, ISBN 978-3-453-20058-6.
- Deutschland gehört auf die Couch (mit Joachim Starbatty). Europa Verlag, München 2016, ISBN 978-3-95890-061-5.
- Ohne die Akademie wäre aus mir nichts geworden. In: Björn Engholm, Dieter Koch, Christian Wiechel-Kramüller (Hrsg.): Lernen. Lehren. Leben. Absolventinnen und Absolventen der HWP erinnern sich, Verlag: WIEKRA Wissen, Suhlendorf 2022, S. 23–27, ISBN 978-3-940189-23-3.

### Herausgeberschaften
- mit Roman Herzog, Klaus von Dohnanyi, Manfred Pohl, Wolfgang Clement, Jane Uhlig: Mut zum Handeln. Wie Deutschland wieder reformfähig wird. Campus, Frankfurt am Main 2008, ISBN 978-3-593-38650-8.

## Dokumentationen
- Hans-Olaf Henkel – Weltbürger und Grenzgänger. Deutsche Fernsehdokumentation von Evelyn Schels, Bayerischer Rundfunk (BR) 2003, 43 Minuten